# ボズヴァル・ビャルキ

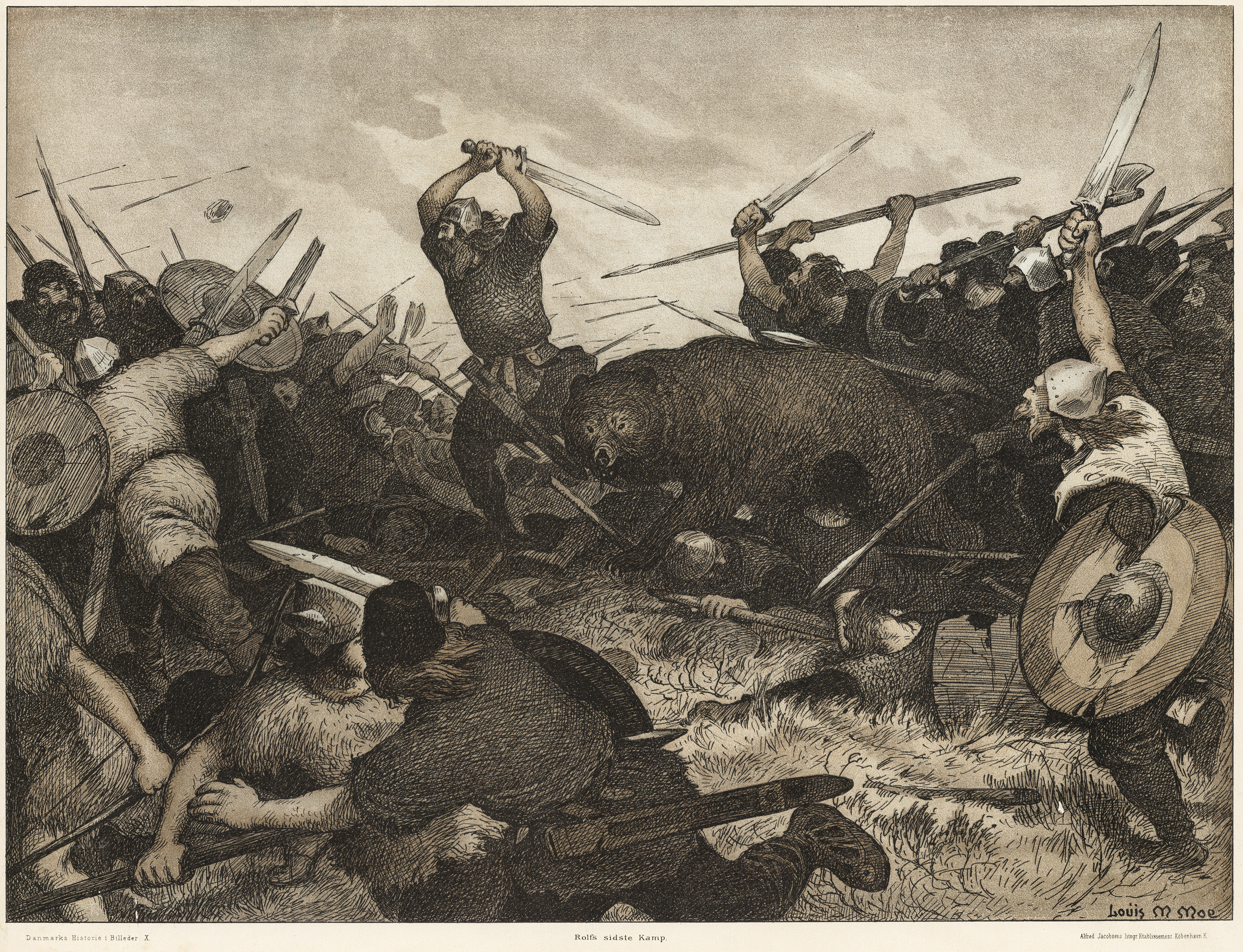
最後の闘いでクマの姿で戦うボスビャル・ビャルキ（ルイス・モー画）。

ボズヴァル・ビャルキ（古ノルド語: Bǫðvarr Bjarki[ˈbɔðˌvɑrː ˈbjɑrki]、「好戦的な子グマ」の意）は「フロールヴ・クラキのサガ」や原本は失われた「スキョルドゥンガ・サガ」のラテン語版の要約、そしてサクソ・グラマティクスの『デンマーク人の事績』ではビャルコ（Biarco）として、フロールヴ・クラキの物語に登場する英雄である。

## 伝説
ビャルキの父ビョルン（Björn, 「クマ」の意）はノルウェーの王フリング（Hring）の息子で、ビョルンの母の死後、フリングはとても若いサーミ人のフヴィート（Hvit）という女性と再婚する。ビョルンは背が高く強い男性に育ち、ベラ（Bera）という名の若い女性と恋に落ちる。
フリングが不在のときに、フヴィートはビョルンを誘惑しようとするが、ビョルンは彼女を拒絶する。フヴィートは魔法を唱えてビョルンを昼間はクマになり、夜だけ人間に戻るようにした。ベラの父は農場で家畜を屠殺を生業にしており、べラは彼と一緒に暮らしていた。フヴィートに急き立てられ、王は狩人を連れてクマを殺した。ビョルンは自身の死を予見してベラに彼女が妊娠していることを告げ、何をするべきか話した。狩人がビョルンを殺しベラが祝賀会に行くと、そこでは彼の死体が料理されていた。肉を一切口にしないようにと言われていたにもかかわらず、フヴィートはベラに一口食べるよう強要した。
ベラは三つ子を産んだが、全員男の子だった。長男は鹿のフロージ（Elgfróði）で、下半身ヘラジカだった。2人目はソーリル（Thorir）で猟犬の足を持っていた。3人目のボズヴァル・ビャルキは普通の人間の姿をしていた。
3人とも非常に大きく強く育った。12歳になるとフロージは揉め事を起こして人々を傷つけ王の家来を1人殺し、故郷を去って盗賊になった。ソーリルはガウトランド（Gautland）の王になった。ビョルンは最後に母の元を去ったが、父の復讐のためにフヴィートを殺害した。フリングが死ぬとビャルキが後を継いだ。
しばらくしてビャルキは宮廷を去りエルク・フロージを訪ねたが、自身の出自は明かさなかった。フロージはビャルキに格闘で勝負を挑んだ。ビャルキはフロージの予想よりずっと強かったが、フロージの見立てでは、ビャルキはまだ十分に強くはないと思われた。そのためフロージはビャルキに自分の血を飲ませ、それによりビャルキは大いに強さを増した。
フロージの助言により、ビャルキはガウトランドのソーリルを訪ね、その後ライア（Lejre）のフロールヴ・クラキの宮廷へ行った。来たばかりのころ、ビャルキはホットという名の弱い奴隷をいじめから救った。そして多くの王や戦士を殺してきた怪物と戦ってこれを殺した。彼はホットを死骸のあるところまで連れて行き、怪物の血を飲むように強要し、ホットは強く勇敢になった。彼らは死骸を生きているかのように整えると、翌朝ホットはそれを殺すふりをした。王は彼に黄金の柄の剣を与え、彼の名前をヒャルティ（Hjalti,「柄（つか）」の意）に改めさせた。
フロールヴのベルセルクのひとりがビャルキと入れ替えられた。ビャルキはそのベルセルクを殺して、彼の仲間のベルセルクを追い出した。それ以来彼はデンマークの偉大な勇者といわれた。彼は王の信頼できる助言者となり、戦いのリーダーとなって王の娘のドリヴァ（Drifa）と結婚した。彼はフロールヴにウプサラへ行ってアジルス王からフロールヴの父の財宝を取り戻すように助言し、フロールヴとその部下が追っ手の足を遅くするために財宝をばらまき、フロールヴがアジルスを辱めるという有名なエピソードを生み出した。帰路フロールヴはひとりの男を怒らせたが、後に、その男が変装したオーディンだったことがわかる。ビャルキはフロールヴに勝利の神の好意を失ったため、これ以降は戦いを避けるように助言する。
フロールヴの異母妹とその夫が反乱を起こしライアを攻撃したとき、ビャルキは広間に留まり催眠状態に落ちた。その間巨大なクマが反乱軍に大きな損害を与えた。ビャルキが戦っていないことに動転したヒャルティは広間へ行き、ビャルキを起こした、しかしクマはビャルキの霊魂、あるいはフグ（hugr「心、思い」、「思考」）で、消滅してしまった。ビャルキは出て行って戦ったが、クマほど強くはなかった。反乱軍は防衛側を圧倒してフロールヴ、ビャルキそしてその他のフロールヴの戦士たちを皆殺しにした。

## ビャルキの古詩
古ノルド語の詩「ビャルキの古詩」（ほんの数スタンザが残るのみであるが、サクソ・グラマティクスはラテン語による華やかな敷衍を提示している）はボズヴァル・ビャルキとヒャルティの間で交わされた会話と推測されており、この対話は敗北を運命づけられている最後の戦いでヒャルティが何度も何度もビャルキを目覚めさせて王フロールヴのために戦うよう促すことで始まる。前述のように、目覚めたことでビャルキの生霊のクマは消えた。そのためビャルキは目覚めると言った。「お前の行いはお前が思っているほど王の役には立っていないぞ」。

## ベーオウルフ、民間伝承、『ホビットの冒険』
ビャルキと古英語の詩「ベーオウルフ」に登場するベーオウルフはもともと同一人物だったと考える者もいる一方、両者の間には何らかの近縁関係にあったと考える者もいるが、これはおそらく両者が古い由来と起源を同じくすることを示しているのだろう。ベーオウルフとは違いビャルキは変身能力者で、彼はノルウェー人であるといわれるが、これはビャルキの物語がノルウェー系のアイスランド人の著者たちに書かれた事実自体で説明できるかもしれない。
しかしながら、ビャルキの兄はガウトランドの王であり、ベーオウルフと同様にボズヴァル・ビャルキのようにガウトランドからデンマークへ至る。さらに2年に渡りユールに宮廷を恐怖に陥れた怪物を殺したことは、ベーオウルフのグレンデル殺害と比較できる、また「ベーオウルフ」という名はもともと「クマ」のケニング "bee-wolf" であったと可能性もあるが、他の説も提示されている。
ベーオウルフのように、ボズヴァル・ビャルキは民間伝承の「熊の子の話」に分類される
。
トム・シッピーはJ・R・R・トールキンの『ホビットの冒険』のビヨルンは「非常に類似した」人物造形をしているとしている。